# ROCO (シンガーソングライター)
ROCO（ろこ、11月22日生）は、日本の女性シンガーソングライター。ワールドアパート有限会社所属。本名非公開。

## 来歴
幼少時に歌うことの楽しさを知り、高校時代にギターと曲作りを始め、専門学校時代にロックを始める。バンド活動を経てソロになり、2001年に1枚目のミニ・アルバム『HIMALAYA』を発表。その後、1枚目のアルバム『コミカルライフ』がヴィレッジヴァンガードを通じて口コミで好セールスを記録した。そして、2006年にリリースした3枚目のアルバム『カラフルファンファーレ』は発売後3か月で2万枚のセールスを記録した。また、同アルバム表題曲「カラフルファンファーレ」が、カートゥーン ネットワークのアニメ『ペッパ ピッグ』のテーマソングに採用された。その他、楽曲提供やテレビ番組のナビゲーターなど幅広い活動をしている。ジャズを広く受け入れられるようにポップ調にアレンジした“玩具ジャズ”という独自のジャンルを突き進んでいる。2010年、童謡にジャズのテイストを加え、ポップ調にアレンジしたカバーアルバム『こどもじゃず』を発売。カバーアルバムとしては異例の大ヒットを収め、続編も好調な売れ行きを見せ、こどもじゃずシリーズ全体で10万枚以上を売り上げている。

## ディスコグラフィ

### アルバム
|                    | 発売日         | タイトル                                         | 規格品番   | 収録曲 | 備考                                       |
| ------------------ | -------------- | ------------------------------------------------ | ---------- | --- | ------------------------------------------ |
| スタジオ・アルバム |                |                                                  |            | |                                            |
| 1st                | 2004年1月14日  | コミカルライフ                                   | APPR-2001  | 1. コミカルライフ 2. マーブルソング 3. What a Lovely Way 4. チクチクタク 5. DOGEYE 6. みちくさバイト 7. CARAVAN 8. Sunny Day | apart.RECORDS                              |
| 2nd                | 2005年8月10日  | ○×アーメン                                       | APPR-1801  | 1. happyend 2. ○×アーメン 3. Mack the Knife 4. ゴースト・ゴーゴー 5. 各駅電車 6. ピエロレッスン 7. ありがとうのうた | apart.RECORDS                              |
| 3rd                | 2006年8月2日   | カラフルファンファーレ                           | APPR-2201  | 1. スペシャルメニュー 2. カラフルファンファーレ （カートゥーンネットワーク『ペッパ ピッグ』テーマソング、テレビ東京『ブログの女王』エンディングテーマ） 3. ジンジン 4. メロディーアーチ 5. スモールタウンショップ 6. ケセラセラピクニック 7. ポーカーゲーム 8. Don't Worry, Be Happy 9. エッフェル塔でまってるよ 10. ソライロ                                                                                 | apart.RECORDS                              |
| 4th                | 2007年8月8日   | Session Time!                                    | APPR-2501  | 1. メロディーアーチ 2. DOGEYE 3. ソライロ 4. こわい夢 5. コミカルライフ 6. ○×アーメン 7. セピアメモリー 8. ベリースマイル 9. 太陽の子 10. Sunny Day 11. カラフルファンファーレ | 「ROCO & The S.S. Band名義」 apart.RECORDS |
| 5th                | 2009年5月27日  | ハミングクローバー                               | APPR-2502  | 1. パッチワークレディ 2. My Dear 3. カメレオンパレード 4. バウムクーヘンウォーキング 5. デジカメ 6. CALL 7. センチメンタルSunday 夕暮れ 8. ナミダラプソディ 9. さよならダーリン 10. ドラマティックジャーニー 11. ハミングクローバー（鹿児島テレビ『ナマ・イキVOICE』2009年5月度エンディングテーマ） | apart.RECORDS                              |
| ミニベストアルバム |                |                                                  |            | |                                            |
| 1st                | 2004年11月3日  | デリシャスライフ                                 | APPR-1519  | 1. イナズマラブ 2. Headstart for Happiness 3. チクチクタク 4. ベリースマイル 5. Sunny Day 6. コミカルライフ | apart.RECORDS                              |
| ミニアルバム       |                |                                                  |            | |                                            |
| 1st                | 2001年9月26日  | HIMALAYA                                         | APPR-1507  | 1. こわい夢 2. オーバーヒート 3. またひとつ 4. キャッチ 5. ねーねーどっち? | apart.RECORDS                              |
| 2nd                | 2003年5月8日   | nonchalant                                       | APPR-1513  | 1. ふたりしてしてメロンパン 2. もう真夜中 3. 太陽の子 4. マルクス 5. はてしない雨の鼓動を聴きながら | apart.RECORDS                              |
| 3rd                | 2005年11月23日 | スウィングハート                                 | APPR-1520  | 1. スウィングハート 2. キャンドルコール 3. my cat 4. あわてんぼうママの朝ごはん 5. The Little Drummer Boy 6. セピアメモリー | apart.RECORDS                              |
| カバーアルバム     |                |                                                  |            | |                                            |
| 1st                | 2008年6月4日   | China Heaven                                     | APPR-2003  | 1. 北京ダック(細野晴臣) 2. Chinatown, My Chinatown(Music:Jean Schwartz/Lyrics:William Jerome) 3. 中国茶謝謝(“Choo’n Gum” by Dean Martin) 4. Chinese Soup(荒井由実) 5. Shanghai Lil(Music:Warren Harry/Lyrics:Dubin Al) 6. China Girl(David Bowie) 7. Vacation(Connie Francis) 8. 香港庭園(“Hong Kong Garden”by Siouxsie & The Banshees)                                                                       | apart.RECORDS                              |
| 2nd                | 2010年3月31日  | こどもじゃず                                     | APPR-1521  | 1. ねこふんじゃった 2. クラリネットこわしちゃった 3. かえるの合唱 4. ドレミの歌 5. ピクニック 6. ちょうちょう 7. チェッチェッコリ 8. 黒ネコのタンゴ 9. ぶんぶんぶん 10. 森のくまさん 11. 大きな栗の木の下で 12. 一週間 13. 10人のインディアン 14. 山の音楽家 15. 幸せなら手をたたこう | apart.RECORDS                              |
| 3rd                | 2010年6月7日   | こどもじゃず その2                               | APPR-1523  | 1. おもちゃのチャチャチャ 2. 犬のおまわりさん 3. アイアイ 4. ふしぎなポケット 5. おなかのへるうた 6. さんぽ 7. いとまきのうた 8. ぞうさん 9. おばけなんてないさ 10. 春の小川 11. めだかの学校 12. おはなしゆびさん 13. やぎさんゆうびん 14. 南の島のハメハメハ大王 15. 手のひらを太陽に | apart.RECORDS                              |
| 4th                | 2010年11月20日 | こどもじゃず その3                               | APPR-1524  | 1. 兎のダンス 2. ロンドン橋 3. おにのパンツ 4. とんでったバナナ 5. アイスクリームの唄 6. アルプス一万尺 7. おお牧場はみどり 8. 線路は続くよどこまでも 9. およげ!たいやきくん 10. マーチングマーチ 11. おんまはみんな 12. 手をたたきましょう 13. おおブレネリ 14. むすんでひらいて 15. グリーングリーン | apart.RECORDS                              |
| 5th                | 2011年4月6日   | Happy Birthday                                   | APPR-1525  | 1. ハッピーバースデー 2. おめでとうた 3. ビューティフル・ネーム 4. 虫歯のこどもの誕生日 5. はっぴぃはっぴぃばぁすでぃ 6. 誕生日のチャチャチャ 7. Happy Birthday Song 8. お誕生日のうた | apart.RECORDS                              |
| 6th                | 2011年11月2日  | こどもじゃず その4                               | APPR-1526  | 1. ジングルベル 2. サンタが街にやってくる 3. ウィンター・ワンダーランド 4. 赤鼻のトナカイ 5. おめでとうクリスマス 6. そりすべり 7. あわてんぼうのサンタクロース 8. ひいらぎかざろう 9. ママがサンタにキッスした 10. 今年のサンタクロース(ROCO オリジナル) 11. すてきなホリディ 12. 恋人がサンタクロース 13. 冬のうた 14. クリスマス・イブ 15. 灯(ROCO オリジナル)                                             | apart.RECORDS                              |
| 7th                | 2012年4月25日  | こどもじゃず その5                               | APPR-1528  | 1. コブタヌキツネコ 2. 汽車ぽっぽ 3. ビビディ・バビディ・ブー 4. きらきら星 5. しまうまグルグル 6. かたつむり 7. とんとんとんとんひげじいさん 8. アブラハムの子 9. あめふり 10. そうだったらいいのにな 11. WAになっておどろう 12. こいのぼり 13. 切手のないおくりもの 14. ぐるぐるどっか〜ん 15. うたえバンバン                                                                                               | apart.RECORDS                              |
| 8th                | 2012年7月18日  | こどもじゃずいっぱい                             | COCX-37443 | 1. おもちゃのチャチャチャ 2. さんぽ 3. ねこふんじゃった 4. かえるのうた 5. チェッチェッコリ 6. 大きな栗の木の下で 7. アルプス一万尺 8. 黒猫のタンゴ 9. アイスクリームのうた 10. ドレミのうた 11. 幸せなら手をたたこう 12. いとまきのうた 13. アイアイ 14. おにのパンツ 15. おばけなんてないさ 16. 手のひらを太陽に 17. 線路はつづくよどこまでも 18. グリーングリーン 19. ピクニック 20. おめでとうた          | Columbia オリコン205位                     |
| 9th                | 2013年5月5日   | こどもじゃず その6                               | APPR-1529  | 1. 思い出のアルバム 2. どんぐりころころ 3. パンのマーチ 4. おべんとうばこのうた 5. 赤鬼と青鬼のタンゴ 6. チューリップ 7. おはようクレヨン 8. きのこ 9. ラクカラーチャ 10. ケンカのあとは 11. 大きな古時計 12. メトロポリタン美術館 13. かめの遠足 14. ピ ピカソ 15. ゆりかごのうた | apart.RECORDS                              |
| 10th               | 2013年11月20日 | こどもじゃず いっぱい ～ビビディ・バビディ・ブー | COZX-820/1 | 1. ビビディ・バビディ・ブー 2. かたつむり 3. きのこ 4. 汽車ぽっぽ 5. おべんとうばこのうた 6. あめふり 7. どんぐりころころ 8. とんとんとんとんひげじいさん 9. メトロポリタン美術館 10. コブタヌキツネコ 11. ケンカのあとは 12. ぐるぐるどっか～ん! 13. かめのえんそく 14. 切手のないおくりもの 15. ゆりかごのうた 16. きらきらぼし 17. 赤鼻のトナカイ 18. ジングルベル 19. 思い出のアルバム 20. 可愛いベイビー | Columbia                                   |
| 11th               | 2014年5月21日  | chazz-smile music life-                          | COCX-38561 | 1. colors 2. BORDERLINE 3. tomodachi 4. MY PACE 5. JOURNEY 6. door 7. green tea ice cream 8. SEASON 9. favorite 10. secret 11. ETERNAL | apart.RECORDS                              |
| BOX                | 2014年10月2日  | こどもじゃず せいぞろい                          | APPR-10014 | 1. DISC1.こどもじゃず 2. DISC2.こどもじゃず その2 3. DISC3.こどもじゃず その3 4. DISC4.こどもじゃず その4 5. DISC5.こどもじゃず その5 6. DISC6.こどもじゃず その6 7. おまけ.Happy Birthday | apart.RECORDS                              |

### 参加作品
| 発売日         | タイトル                                               | 規格品番   |
| -------------- | ------------------------------------------------------ | ---------- |
| 2002年10月17日 | Groove Rock Compilation Vol.1                          | DLCP-2001  |
| 2004年08月04日 | BeTI-Beyond The Influences                             | DNUTR-002  |
| 2004年08月11日 | 青田屋3号                                              | ANNR-1006  |
| 2012年01月18日 | 見て聴いてトクトク99のうた ～国・算・理・社・英～      | COZX-626   |
| 2012年04月18日 | コロちゃんパック トクトク99のうた                      | COCZ-1112  |
| 2013年07月31日 | 2013 はっぴょう会 4 VAMOLA!キョウリュウジャー 振付つき | COCE-38102 |
| 2013年10月23日 | ママ・デカフェ 〜LOVE〜                                | COCX-38246 |

## 楽曲提供
- happyend／浅野真澄 （作詞・作曲提供）
- 散歩道／浅野真澄 （作詞・作曲提供）

## テレビ
- MUSIC ON! TV「music SCR（ミュージックスクロール）」ナビゲーター

## ラジオ
- SMILE mama HOLIDAY! （毎週土曜 09:30-10:00 FMノースウェーブ - 2016年4月2日 - 、毎週日曜 11:30-12:00 CROSS-FM - 2016年4月3日 - 2016年12月）

## CM
- アイフレイルの歌（ACジャパン・日本眼科医会共同制作 - 2024年度）[1][2][3]

## ミュージックビデオ
| 監督                                | 曲名                                         |
| kazybow(KAZ & BOW)                  | 「カラフルファンファーレ」「コミカルライフ」 |
| 三田創×ファニマルマニュファクチュア | 「China Girl」「センチメンタルSunday夕暮れ」 |